# Ferdinand Laurencin d'Armond
Ferdinand hrabě Laurencin d'Armond (francouzsky Ferdinand comte Laurencin, baron d'Armond) (2. února 1751 Pavia – 15. února 1825 Kroměříž) byl rakouský generál francouzského původu. Po francouzské revoluci vstoupil do služeb rakouské armády a jako důstojník jezdectva bojoval ve válkách proti republikánské Francii, později byl účastníkem napoleonských válek. V letech 1811–1825 byl nejvyšším hofmistrem olomouckého arcibiskupa arcivévody Rudolfa. Mimo aktivní službu dosáhl v armádě hodnosti polního podmaršála (1813). Od roku 1809 byl majitelem zámku Bílovice na jižní Moravě. 

## Životopis

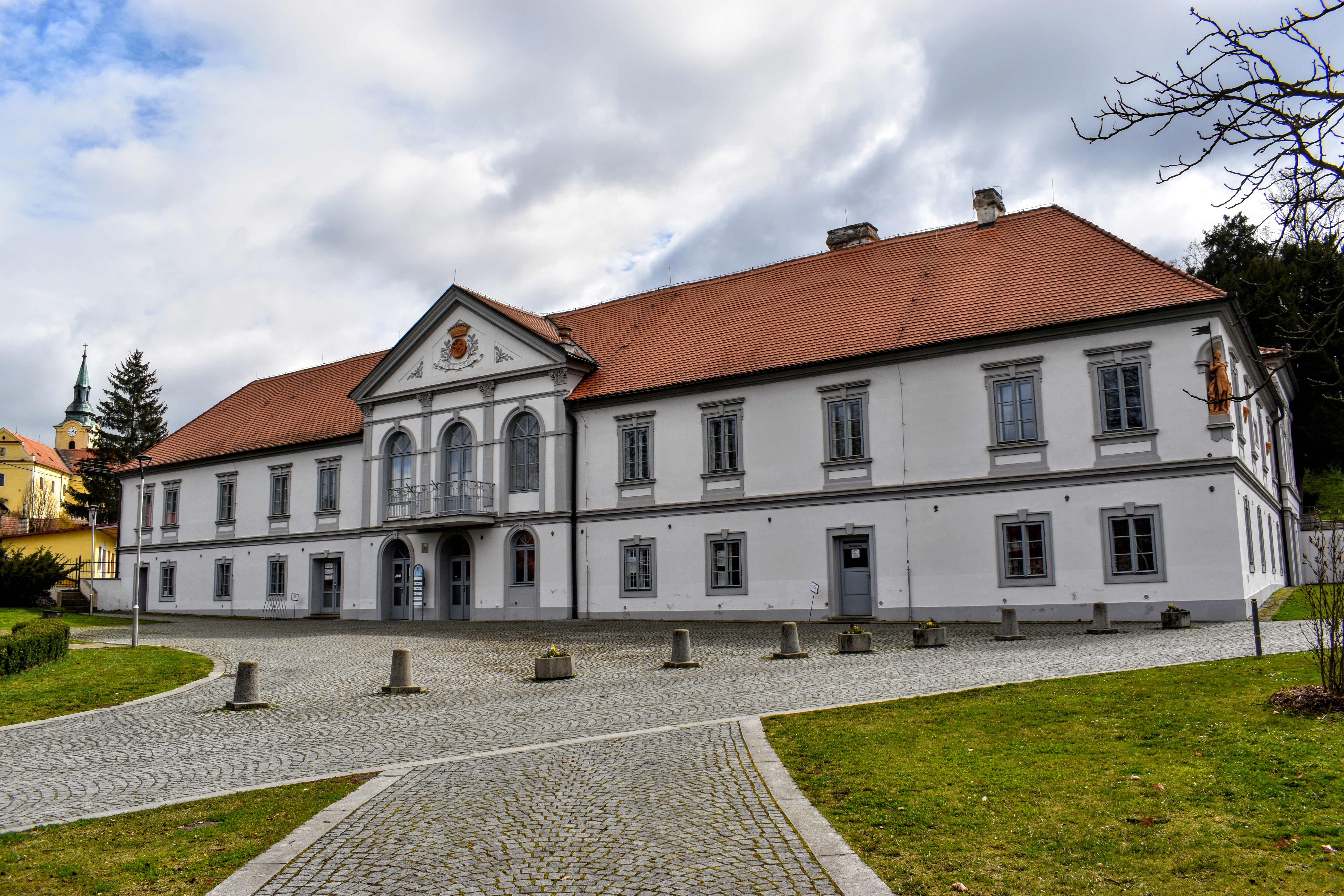
Zámek Bílovice, sídlo Ferdinanda Laurencina od roku 1809

Pocházel ze staré francouzské šlechtické rodiny, předkové se uplatňovali převážně ve vojenských službách a v roce 1742 získali hraběcí titul ve Francouzském království. Ferdinand po Velké francouzské revoluci emigroval a vstoupil do rakouské armády. Jako důstojník jezdectva se zúčastnil válek proti revoluční Francii a dosáhl hodnosti majora. Po uzavření míru v Campo Formio (1797) v hodnosti podplukovníka příslušný k 15. dragounskému pluku v Uhrách. Později sloužil u 1. kyrysnického pluku, v roce 1801 dosáhl hodnosti plukovníka a stal se velitelem této jednotky. Pro válku v roce 1805 mu byla udělena provizorní hodnost generálmajora, formálně byl povýšen až v roce 1808. V té době již aktivně v armádě nesloužil a zastával hodnosti u dvora. Byl jmenován c. k. komořím a tajným radou s nárokem na oslovení Excelence. Mimo aktivní službu byl v roce 1813 povýšen do hodnosti polního podmaršála. V letech 1811–1825 zastával funkci nejvyššího hofmistra olomouckého arcibiskupa arcivévody Rudolfa. V roce 1820 získal komandérský kříž Lepoldova řádu.
Zemřel na zámku v Kroměříži v roce 1825 a byl pohřben na hřbitově v Bílovicích.

## Majetkové a rodinné poměry
V roce 1810 obdržel český inkolát, již předtím v roce 1809 koupil na jižní Moravě panství Bílovice, které bylo lénem olomouckého arcibiskupství. Panství získal od rodiny Bevierů a zaplatil za ně 60 139 zlatých. Zdejší zámek nechal empírově přestavět a trvale se zde usadil.
Byl dvakrát ženatý. Jeho první manželkou byla hraběnka Josefína Koháryová (1764–1815) z významné uherské šlechty, sestra uherského dvorského kancléře knížete Františka Josefa Koháryho. V roce 1816 se podruhé oženil s hraběnkou Annou d'Allemagna (1787–1852), ovdovělou Příchovskou z Příchovic. Anna v roce 1831 prodala Bílovice rodině Logothettiů. Z druhého manželství se narodil syn Ferdinand Petr (1819–1890), který proslul jako hudební skladatel a teoretik. Zemřel bez potomstva jako poslední svého rodu.